# ¡Democracia Real YA!

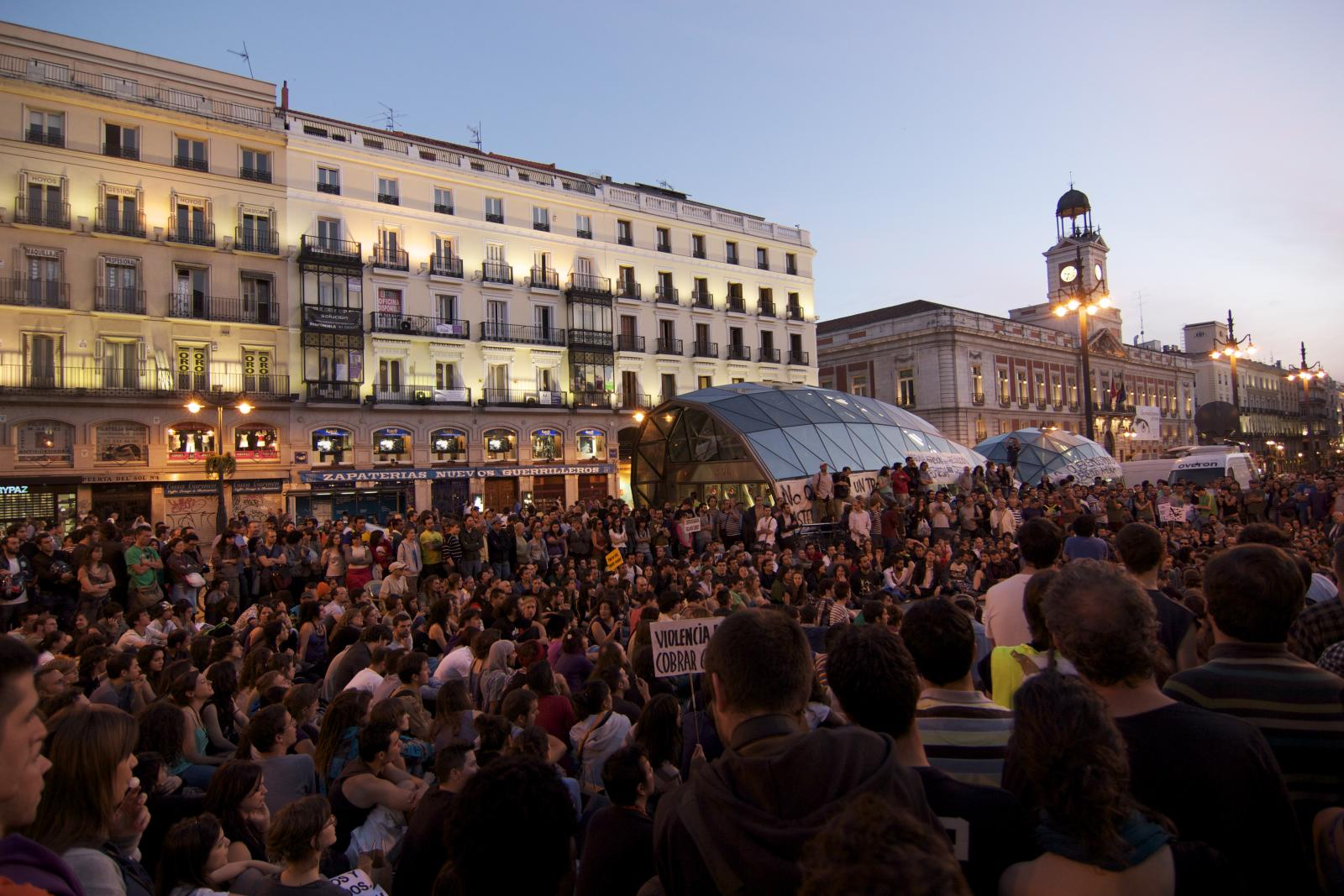
¡Democracia Real YA! (2011년 5월 15일, 마드리드)

¡Democracia Real YA!(→¡지금 진짜 민주주의를!, DRY) 또는 Plataforma Democracia Real Ya!는 2011년 스페인에서 촉발된 정치 운동이다. 소셜 네트워크를 통해 전파됐으며, 시위로 이어졌다.